# Hyphantria liturata
Hyphantria liturata är en fjärilsart som beskrevs av Johann August Ephraim Goeze 1781. Hyphantria liturata ingår i släktet Hyphantria och familjen björnspinnare. Inga underarter finns listade i Catalogue of Life.